# Бекжан Батыр
Бекжа́н баты́р Ку́тты́мбет баты́р-улы́ (каз. Бекжан батыр Құттымбет батырұлы, 1709 — 1730) — казахский батыр, один из героев национально-освободительной борьбы казахов с джунгарскими завоевателями, соратник Кабанбай батыр. Один из предводителей Анракайского сражение. Бекжан батыр родился в Чарском районе в семье известного среди казахов батыра Куттымбета из подрода Тлес рода Матай племени Найман (Средний жуз). После одной битвы батыр Кабанбай перед бойцами-сарбазами за особую доблесть назвал Бекжана «Белокурым сыном Наймана».
В борьбе против джунгар отряд Бекжана каждый раз добивался значительных успехов.
После одной битвы батыр Кабанбай перед бойцами-сарбазами за особую доблесть назвал Бекжана «Белокурым сыном Наймана», после чего это прозвище осталось у Бекжана на всю жизнь. В борьбе против джунгар отряд Бекжана каждый раз добивался значительных успехов.
Последнее сражение Бекжан батыра с джунгарами состоялось за рекой Черный Иртыш в июле 1730 года. Ойраты были почти целиком разбиты,а оставшиеся в живых пустились в бегство. Батыр со своими сарбазами решил с одной из горных вершин проследить за окончательным уходом джунгар, но был убит случайной пулей.